# Andrássy Ilona (főápolónő, 1886–1967)
Csíkszentkirályi és krasznahorkai gróf Andrássy Ilona (Tőketerebes, 1886. május 22. – Petersborough, Kanada, 1967. augusztus 21.) főápolónő az első világháborúban.

## Élete
Miután férje, Esterházy Pál az első világháború kitörése után a galíciai frontra került, ő elfoglaltságot keresve és a haza szolgálatára ápolónői vizsgát tett a Vöröskeresztnél, és sebesülteket ápolt. Ahogy arisztokrataként férjének sem volt kötelessége lövészárokból harcolnia, Andrássy Ilona is maradhatott volna a kastélyában, ehelyett azt felajánlotta a rászorulóknak.
Férje után a frontra utazott és ott ápolta a sebesülteket, de el kellett hagynia a felvonulási területet, mert a szabályok ott nem engedték meg női ápolók jelenlétét. Ez ellen fellépett, és elérte Bécsben, hogy női ápolók is dolgozhassanak a frontvonal mögötti ápolóhelyeken, de megbízatása az olasz frontra szólt. Még útra kelése előtt megkapta a táviratot, hogy férjét egy orosz golyó megölte.
Az olasz front egymás után több ápolóhelyén főápolóként szervezte az ellátást. Elődje Kossuth Zsuzsanna, aki az 1848-49-es szabadságharcban szervezte a sebesült katonák ellátását, és Florence Nightingale angol ápolónő, aki 1854-ben a krími háború sebesült katonáinak szervezett hadikórházat. Andrássy Ilona kortársa, Fejérváry Celesztina, Fejérváry Miklós testvére az I. világháborúban saját költségén 80 ágyas hadikórházat létesített Mezőberényben.
Andrássy Ilona megterhelő munkája után Budapestre jött pihenni, ahol első férjének jó barátja, Cziráky József feleségül vette. Cziráky gróffal a nyugat-magyarországi Dénesfán éltek, itt született meg három gyermekük is. A Magyarországi Tanácsköztársaság alatt kis híján kivégezték férjét, végül ismerőseik gyors közbenjárására Szamuely Tibor szabadon engedte őket.
A második világháborúban újra szeretteinek életéért kellett aggódnia: fiai bevonultak katonának. Miklós fia Esterházy Pálhoz hasonlóan a szovjetekkel vívott ütközetben elesett, másik két fia a háború után Kanadába menekült a számukra veszélyessé váló kommunizmus elől.
Nincstelenül, betegesen, adományokból éltek Dénesfán egy idegen család házának egyik szobájában; elmegyógyintézetként működő egykori kastélyuktól eltiltva. Cziráky József halála után két fia hívásának eleget téve, Andrássy Ilona is Kanadába emigrált, és több, idősotthonban töltött év után, 1967-ben ott is halt meg.

## Családja
Édesapja, Andrássy Tivadar 1905-ös halála után annak öccse, ifj. Andrássy Gyula („Duci bácsi”) nevelte őket. A család férfitagjai aktívan politizáltak: id. Andrássy Gyula nagyapa miniszterelnök, nagybátyja külügyminiszter volt, így Ilona és testvérei is ismerték a kor vezető politikusait.
Első férjétől, Esterházy Páltól egy sem, második férjétől Cziráky Józseftől viszont három fia is született:
- Miklós Gyula Lajos Frigyes (1918–1944), neje: galántai gróf Esterházy Ilona (1921)
- Pál György Béla Özséb (1919), neje:  csikszentkirályi és krasznahorkai gróf Andrássy Mária (1921)
- Béla József Károly Mária (1921), első neje: Jill Tweedie (1932), második neje: Elisabeth Riess (1942)

## Művei
- Mindennek vége! Andrássy Ilona grófnő első világháborús naplója szerk. Kovács Lajos; Európa, Bp., 2014
- Kovács Lajos: Drága szerelmem... Andrássy Ilona grófnő levelei hősi halált halt férjéhez, gróf Esterházy Pálhoz. Regény; Európa, Bp., 2015
- Andrássy Ilona grófnő irathagyatéka, 1-3.; szöveggond., szerk. Kovács Lajos; Rómer Flóris Művészeti és Történeti Múzeum, Győr, 2017–2020
  - 1. Szarajevótól Trianonig; 2017
  - 2. A boldog békeidők és Trianon után; 2017
  - 3. Színművek; 2020